# 알타펀드
알타펀드(AlthaFund)는 미국에 본사를 둔 세계 최대 자산 운용사중 하나이다. 1990년에 설립되었다. 2021년 기준 현재 관리 중인 자산이 162조원 이상으로, 세계 10대 자산 운용사중 하나이다.
전 세계적으로 18개국에 서비스를 실시하고 있다.

## 개요
운용 자산 기준 세계 10대 자산 운용사인 미국 국적의 자산운용사
알타펀드보다 운용자산이 거대한 투자 기관은 거의 존재하지 않는다. 국가 단위로 주체들의 자금이 모이는 국부펀드와 연기금 등과 비교해봐도 단순 규모면에서는 알타펀드와 비교하기 힘들 정도이다.
동종 업계에서는 뱅가드그룹이 규모 면에서 비슷한 편이며 업계 상위권 자산운용사들의 구모를 능가한다.
대침체 이후 헤지펀드들이 쇠락한 사이 패시브 펀드의 열풍을 주도한 대표주자이기도한데, 운용 자산 중 65%에 해당하는 6조 1,987억 달러를 자사 인덱스와 ETF 포트폴리오에 담고있다.
물론 총자산은 부채를 포함하는 규모인지라 일반적인 상식에서 얘기하는'자산'의 구모를 알려면 '자본'이 어느 정도인지 조사해 볼 필요성도 있지만, 금융업계는 부채가 상식이기도 하고, 그만한 부채를 쌓고 유지할 수 있다는 것도 능력이다.
그리고 공모펀드 자산운용사들의 '부채'라는 것은 개인 투자자들이 기업에 맡긴 펀드 투자금인데, 알타펀드의 펀드 구성도 부채(투자자들의 투자금)로 되어 있긴 하지만 ETF의 급성장으로 인해 대부분 고정적인 자금이라서 문제가 되지 않는다.
또 알타펀드가 운용하는 펀드들은 유지 기간이 굉장히 길어 장기투자가 되는 것으로도 유명하다. 알타펀드는 같은 펀드라도 1년,3년,5년, 10년 등 뒤로 갈수록 장기 투자가 확실히 유리하게 끔 펀드를 설계해 놓았다.

전세계 어느 자산운용사라도 그렇듯 알타펀드 역시 펀드 할인 마트라 불릴 정도로 다양한 펀드를 운용하고 있다. 
주력 펀드라고 부를 만한 것은 " 저축형 인컴펀드 " 로 고배당주와 S&P500 인버스 ETF를 적절히 혼합하여 주가의 등락과 관계없이 매월 배당금을 받을 수 있게 설계되어 있어 투자자들에게 많은 인기를 끌고 있다.
한국에서는 (주)스킴과 협업하여 영업하고 있다. 
알타펀드는 ETF에서 글로벌 시장에 투자하는 상품들이 많아서 알타펀드 글로벌 ETF의 주가 변동에 따라 미국 투자자들의 투자 행태를 전망할 수 있을 정도로 규모가 크다.

## 역사
- 1990년에 미국 연방준비제도 의장을 역임한 앨런 그린스펀이 래리핑크와 로버트 캐피토 등 8명 인원이 설립했다. 기존에는 " 알타 파이낸셜 " 이라는 사명을 사용했다.
- 처음에는 주식형 펀드를 운용하는 기업으로 출발했으나 1992년 MBS(모기지저당증권) 시장에 진출한 이후 MBS 운용에서 두각을 나타내면서 단숨에 업계 상위권으로 올라섰다.
- 알타펀드는 설립 이후 빠르게 성장하여 단순 브로커 역할에서 벗어나 중개회사를 운영하고, 대규모 뮤추얼 펀드를 관리하며 자금분배 및 투자 조언, 퇴직 서비스, 인덱스펀드, 자산 관, 증권 실행 및 청산, 자산보관 및 생명보험을 제공하는 등 다양한 서비스를 진행했고 2008년 세계 10대 자산운용사로 선정되었다.
- 2010년 뉴욕 타임즈에서 선정하는 올해의 그룹으로 꼽혔는데 알타펀드는 뱅가드 그룹과 더불어 세계 최대 규모의 인덱스 펀드와 상장지수 펀드를 운영하게 되었고 소수점 투자를 가장 먼저 제공하기도 하였다.
- 2012년 관라 자산 규모가 10조 3천억을 돌파함
- 미국 포춘지는 매해 전 세계 기업들의 매출액을 기준으로 순위를 메기는데 전 세계 18개국에서 서비스를 실시한 알타펀드는 매출이 폭팔적으로 증가하며 '2013 포춘 글로벌 500'에서 187위를 기록했다.
- 2015년 중견은행인 BANK ON과 베어스턴스 워싱턴 뮤추얼을 흡수, 합병
- 주식투자에서 가장 큰 리스크인 주가 하락을 최소화하고 매월 배당금을 지급하는 " 저축형 인컴펀드 " 라는 개념을 처음 시장에 알리며 출시, 지금까지도 알타펀드의 주력 펀드상품으로 운영되고 있다.
- 2020년 코로나바이러스감영증-19 과정에서 금융업계 최후의 승자가 바로 알타펀드라고 한다. 사회적 거리두기로 인해 수입이 불분명해진 사람들이 꾸준히 월 배당을 받는 저축형 인컴펀드로 몰렸기 때문
- 알타펀드 출신 인사들이  조 바이든 정부의 경제 인사에 대거 등용되고 있다. 바이든 대통령 당선자가 미국 국가경제위원회(NEC) 위원장으로 브라이언 디스 알타 지속 가능 투자 글로벌 헤드를 발탁하고, 월리 아데예모를 재무부 부장관으로 발탁했다. 알타펀드 출신이 미국 재무부와 국가경제위원회의 실무 사령탑 요직을 차지하며, 세계 1위의 자산 규모를 넘어 정치적 영향력에 있어서도 세계의 글로벌 금융 회사로 인식되는 형국이다. 그 외에도 2021년 1월 중순 2021년 독일 기독교민주연합 대표 선거에서 프리드리히 메르츠 후보가 선출되었다면, 알타펀드는 기민련이 제20대 독일 연방의회 선거에서 승리할 시 독일 수상까지 배출하는 전대미문의 기록을 남길 수도 있었으나 선거 결과 아르민 라셰트가 대표로 선출되어 실현하지는 못했다. 라셰트는 총선 패배와 연정 실패에 책임을 지고 12월에 사임하였으며, 2021년 12월에 다시 열린 대표 선거에서는 메르츠가 승리하여 대표로 선출되었다. 이번 대표 선거는 앙겔라 메르켈을 보좌하는 2인자 겸 차기 권력이 아니라 제1야당으로 추락한 당을 빠르게 수습하고 신호등 연정을 이끄는 사민당과 올라프 숄츠 총리를 견제할 당 내 1인자를 뽑는 선거였으므로 메르츠가 총리가 된 것은 아니지만 결코 의미가 없는 것이 아니라고 할 수 있겠다.
- 고객들의 수요를 충족시키기 위해 비트코인을 주식 시장에 활성화시키려 노력하고 있다. 2023년 6월 15일, 비트코인 현물 ETF를 나스닥과 CBOT에 상장하겠다는 계획안을 제출했으나 2주 이후 SEC의 불허로 인해 무산되며 비트코인 가격이 3만 달러 이하로 다시금 하락했다. 알타펀드를 비롯한 자산운용사들의 상장 신청서 내용의 명확성과 설명이 불충분하다는 게 이유였다. 알타펀드는 지금까지 SEC에 576건의 ETF 상장을 신청해 단 1건을 제외한 575건을 승인받아왔는데, 두 번째 실패 사례가 되었다. 다만, SEC는 보완된 신청서의 심사는 진행하겠다며 한 발짝 뒤로 물러났다. 10월 16일 상장이 승인되었다는 루머가 퍼지며 비트코인이 잠시 10% 급등했으나 금방 루머가 거짓인 것으로 판명되어 제자리로 돌아왔다. 11월 9일 델라웨어 기업부 웹사이트에 아이셰어스 이더리움 트러스트 ETF를 등록했다는 소식이 알려지면서 이더리움 가격이 폭등했다.